# کولیاته
کولیاته (به ایتالیایی: Cogliate) یک کومونه در ایتالیا است که در استان مونتزا و بریانتزا واقع شده‌است.

## خصوصیات
کولیاته ۶٫۹ کیلومترمربع مساحت و ۷٬۸۳۶ نفر جمعیت دارد و ۲۳۶ متر بالاتر از سطح دریا واقع شده‌است.